# Cenis
Cenis (en llatí Caenis) va ser l'amant de Vespasià. Originalment era una lliberta d'Antònia, la mare de l'emperador Claudi. Quan es va morir la dona de Vespasià, Flàvia Domicil·la, l'emperador la va agafar per viure amb ell i la va tractar com la seva muller legal.
Va exercir molta influència sobre Vespasià i va adquirir una gran riquesa degut als regals que rebia dels qui volien algun favor de l'emperador i demanaven la seva intercessió. Quan es va morir, Vespasià va posar un cert nombre de concubines al seu lloc.